# Războiul lumilor
Războiul lumilor (engleză The War of the Worlds) este un roman fantastic scris de H. G. Wells și publicat în 1898. Romanul descrie experiențele unui narator anonim, care călătorește prin suburbiile din Londra, Anglia în timp ce orașul este invadat de marțieni. Este una dintre cele mai  bune povestiri care descrie  întâlnirea dintre omenire și o rasă extraterestră. Romanul este împărțit în două părți. Romanul este povestit de un scriitor, care este într-o continuă căutare a soției sale , în timp ce este martor la atacurile marțienilor din sudul Angliei. În prima parte apare și povestea fratelui său care însoțește două femei , în speranța de a scăpa invaziei asupra Angliei.
Acțiunea are legătură cu literatura invazionistă din acea vreme. Deseori, romanul a fost interpretat ca un comentariu pe tema teoriei evoluționiste, temerilor și prejudecăților victoriene. La data publicării a fost categorisit ca ficțiune științifică, la fel ca romanul Mașina timpului. Războiul lumilor a fost atât popular (publicându-se și în ziua de astăzi) cât și influent, dând naștere unei serii de adaptări în mai multe domenii. Romanul a influențat munca oamenilor de știință, dintre care se remarcă Robert Hutchings Goddard.

## Povestea

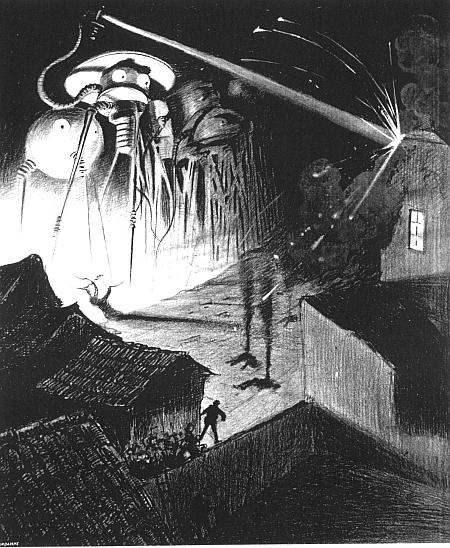
Mașini marțiene distrug un oraș din Anglia. Imagine din ediția belgiană din 1906.

Naratorul (care nu este numit) este un observator în Ottershaw când mai multe explozii sunt văzute pe planeta Marte, provocând interes în rândul comunității științifice. Mai târziu, un meteorit aterizează în Horsell Common, în sud-vestul Londrei, aproape de casa naratorului din Woking, Surrey. El este printre primii oameni care descoperă că obiectul din spațiu este un cilindru artificial. Când cilindrul se deschide, marțienii (creaturi voluminoase, asemănătoare caracatițelor, dar de mărimea unui urs) apar pentru scurt timp, dar ei întâmpină dificultăți în a respira în atmosfera Pământului. Din această cauză ei se retrag repede în cilindru, împreună cu un om care aparent este tras în interior. O delegație umană (printre care se află astronomul Ogilvy) vine spre cilindru cu un steag alb. Marțienii îi incinerează cu o armă cu raze fierbinți, înainte de a începe să apară mașini extraterestre. 
Naratorul își duce soția la rudele ei din Leatherhead, apoi revine la Woking. Aici descoperă că marțienii au asamblat mașini de luptă înalte, sprijinite pe trei picioare și înarmate cu raze de foc și o armă chimică („fumul negru”). Acești tripozi distrug armata poziționată în jurul craterului și atacă localitățile din jur în drumul lor spre Londra. În timp ce fuge de la locul masacrului, naratorul se întâlnește cu un artilerist care îl informează că un alt cilindru a aterizat între Woking și Leatherhead. Separat de soția sa, naratorul îl urmează pe artilerist către Byfleet, dar cei doi sunt despărțiți în timpul unui atac desfășurat de marțieni asupra localității Shepperton. În cele din urmă, naratorul reușește să traverseze Tamisa și să ajungă la Londra cu ajutorul unei bărci.

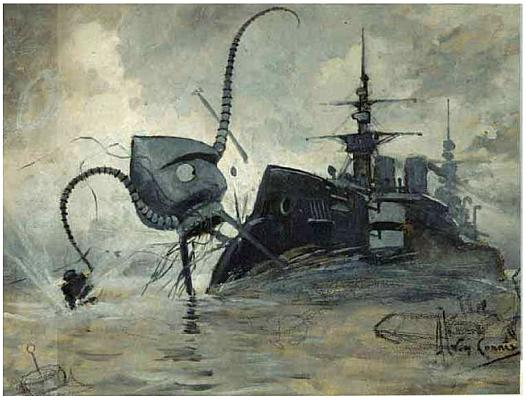
O mașină de luptă marțiană angajată în luptă cu vasul Copilul tunetului

În sudul Angliei aterizează tot mai mulți cilindri, ceea ce duce la evacuarea panicată a Londrei. Fratele naratorului fuge spre Essex după ce fumul negru este folosit în devastarea Londrei. Vasul de luptă HMS Copilul tunetului distruge doi tripozi înainte de a fi scufundat de către marțieni, dar lupta sa permite vasului care-l transportă pe fratele naratorului să pornească spre continent. La puțină vreme după aceea ia sfârșit orice apărare organizată, iar vegetația marțiană cunoscută sub numele de „iarba roșie” începe să cotropească teritoriul englez aflat acum sub stăpânirea marțienilor.
Naratorul și un preot din Walton se refugiază într-o clădire ruinată din Sheen, care este aproape distrusă în momentul în care lângă ea aterizează un alt cilindru marțian. După o captivitate de două săptămâni în clădirea ruinată, preotul își pierde mințile și începe să-i considere pe marțieni mesageri ai Apocalipsei. Pentru ca manifestările acestuia să nu atragă atenția marțienilor, naratorul îl lasă fără cunoștință, dar este deja prea târziu: marțienii au auzit strigătele preotului și îl capturează cu ajutorul unui tentacul, după care îi beau sângele. Naratorul se ascunde într-o cămară pentru cărbuni și, astfel, nu este depistat.
Odată cu plecarea marțienilor, naratorul reușește să se îndrepte spre centrul Londrei, unde îl întâlnește din nou pe artilerist. Acesta îl convinge, pentru scurt timp, să i se alăture într-un plan grandios de reconstruire subterană a civilizației umane. La puțin timp după aceea, naratorul își dă seama că artileristul este doar un visător care nu-și susține ideile cu dovezi practice, așa încât îl abandonează. Plimbându-se prin Londra pustie, el ajunge în pragul disperării și este dispus să-și ofere viața invadatorilor, dar descoperă că extratereștrii au fost doborâți de infecțiile microbiene în fața cărora nu erau imuni, deoarece „asemenea bacterii nu există pe Marte”. Naratorul constată cu bucurie că pericolul a dispărut și își pierde cunoștința pentru o vreme. După ce*și revine, grație îngrijirilor oferite de o familie, se întoarce la soția sa care-l credea mort. Ultimul capitol al cărții, intitulat "Epilog", filozofează asupra semnificației invaziei și a unui „sentiment persistent de îndoială și nesiguranță” pe care ea l-a lăsat în mintea naratorului.

### Capitole
Romanul este împărțit în două părți, Sosirea marțienilor (17 capitole) și Pământul stăpânit de marțieni (10 capitole), după cum urmează:
| PRIMA CARTE - SOSIREA MARȚIENILOR - Capitolul I - Înainte de război - Capitolul II - Meteoritul - Capitolul III - Pe câmpul Horsell - Capitolul IV - Enigma din cilindru - Capitolul V - Raza de foc - Capitolul VI - Raza morții la Chobham - Capitolul VII - Întoarcerea acasă - Capitolul VIII - Noaptea de vineri - Capitolul IX - Începutul luptei - Capitolul X - Prin furtună - Capitolul XI - Fereastra - Capitolul XII - Ce-am văzut din devastarea Weybridge-ului și Shepperton-ului - Capitolul XIII - Întâlnirea cu preotul - Capitolul XIV - La Londra - Capitolul XV - Întâmplările din Surrey - Capitolul XVI - Fuga din Londra - Capitolul XVII - „Copilul tunetului” | CARTEA A DOUA - PĂMÂNTUL STĂPÂNIT DE MARȚIENI - Capitolul I - Sub călcâi - Capitolul II - La pândă printre ruine - Capitolul III - Captivi - Capitolul IV - Sfârșitul preotului - Capitolul V - Liniștea - Capitolul VI - Cincisprezece zile de dezastru - Capitolul VII - Omul din Putney - Capitolul VIII - Londra, ca un mormânt - Capitolul IX - Printre ruine - Capitolul X - Epilog |

## Stil
Războiul lumilor este o prezentare faptică a invaziei marțienilor. Naratorul este un jurnalist științific din clasa de mijloc care amintește oarecum de doctorul Kemp din Omul invizibil și de viața lui Wells din acea perioadă. Cititorului îi sunt prezentate puține detalii despre trecutul naratorului sau ale celorlalte personaje care apar în roman, caracterizarea neocupând un loc important. Mai mult, niciunuia dintre personajele principale nu i se specifică numele.

## Cadrul științific
În a doua jumătate a anilor '80, Wells s-a pregătit ca profesor de științe, unul dintre profesorii săi fiind T. H. Huxley, un avocat important și faimos al darwinismului. Ulterior, el a predat științe, iar prima sa carte a fost una de biologie. În 1894, s-a alăturat colectivului revistei științifice Nature. Mare parte a operei sale se remarcă prin faptul că transformă ideile contemporane din domeniul științei și tehnologiei în concepte inteligibile publicului larg.
Elementele fascinante din domeniul științific sunt aduse la lumină din chiar primul capitol, în care naratorul privește Marte printr-un telescop, iar Wells prezintă imaginea marțienilor superiori care observă viața oamenilor, la fel cum un savant studiază un organism printr-un microscop. Ca o ironie, tocmai formele de viață microscopice de pe Pământ se vor dovedi în cele din urmă fatale pentru forțele invazioniste. În 1894, un astronom francez a observat o 'lumină stranie' pe Marte, observațiile sale referitoare la acel fenomen fiind publicate pe 2 august în revista Nature. Wells s-a folosit de acea observație pentru începutul romanului, imaginându-și că acele lumini reprezentau lansarea cilindrilor marțieni spre Pământ. Astronomul american Percival Lowell a publicat cartea Mars în 1895, sugerând că imaginile observate pe suprafața marțiană cu ajutorul telescopului ar fi reprezentat canale. El a speculat că acestea ar putea fi canale de irigație construite de o civilizație inteligentă de pe Marte pentru a permite viața pe o lume aridă, muribundă, similară celei pe care Wells sugerează că au părăsit-o marțienii. Romanul mai prezintă și idei desprinse din teoria selecției naturale a lui Charles Darwin, atât în ideile specifice discutate de narator, cât și în temele explorate de text.
În 1896, Wells a publicat în Saturday Review eseul 'Intelligence on Mars', care emite o serie de idei despre marțieni și planeta lor care vor fi folosite ulterior fără modificări în Războiul lumilor. În eseu, el speculează în legătură cu natura locuitorilor planetei Marte și despre modul în care progresul lor evolutiv poate fi comparat cu cel al omenirii. De asemenea, mai sugerează că Marte, fiind o planetă mai veche decât Pământul, ar fi putut deveni înghețată și pustie, condiții care ar încuraja marțienii să găsească altă planetă pe care să se stabilească.

## Localizarea fizică

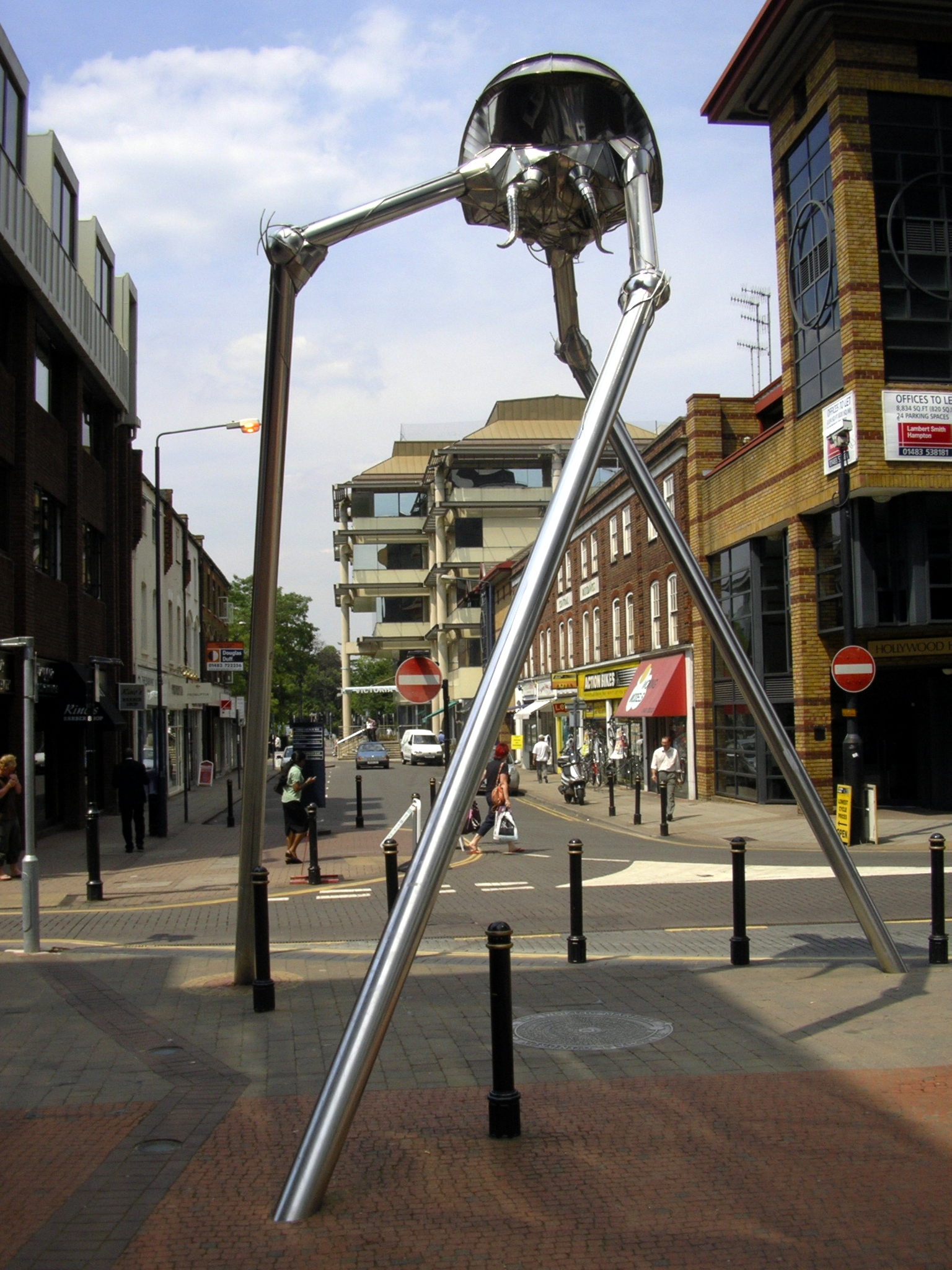
'Marțianul' din Woking.

În 1895, Wells era un scriitor consacrat și se căsătorise cu a doua sa soție, Catherine Robbins, împreună cu care se mutase în orășelul Woking in Surrey. Aici își petrecea diminețile plimbându-se pe jos sau cu bicicleta în zona încpnjurătoare, în timp ce după-amiezele scria. Ideea originală pentru Războiul lumilor i-a venit fratelui său în timpul uneia dintre plimbări, acesta întrebându-se cum ar fi dacă o ființă extraterestră ar apărea din senin și ar ataca locuitorii.
Mare parte din acțiunea Războiului lumilor se petrece în apropiere de Working și în suburbiile acestuia. Locul aterizării inițiale a forțelor de invazie marțiene, Horsell Common, era un teren viran din apropiere de casa lui Wells. În prefața ediției apărute la editura Atlantic, el relata despre plăcerea de a pedala pe bicicletă în acea zonă în timp ce-și imagina distrugerea locuințelor pe care le vedea de către raza de foc marțiană sau de către iarba roșie. În timpul scrierii romanului, Wells se amuza șocându-și prietenii cu detalii ale poveștii care descriau descrierea completă a unor zone din regiunea sudică a Londrei cu care aceștia erau familiarizați. Personajele artileristului, a preotului și a studentului la medicină au la bază cunoștințe din Woking and Surrey.
În zilele noastre, în Working se găsește o sculptură înaltă de 7 metri reprezentând o mașină de luptă marțiană care se bazează pe descrierile din Războiul lumilor, amplasată în Crown Passage, în apropiere de gară. Sculptura a fost proiectată și realizată de artistul Michael Condron.

## Cadrul cultural
Descrierea culturii suburbane victoriene târzii în cadrul romanului a reprezentat reflectarea propriilor experiențe la dats scrierii acestuia. Către sfârșitul secolului al XIX-lea, Imperiul Britanic era forța colonială și militară predominantă de pe glob, ceea ce făcea din inima sa un punct de plecare tentant și terifiant pentru invazia unor extratereștri cu orientare imperialistă. Wells s-a bazat și pe teama comună care se răspândise la apropierea schimbării secolului, despre care se credea că va aduce apocalipsa în ultima zi a anului 1899.

## Publicarea
La sfârșitul anilor '90 se obișnuia ca romanele, înaintea publicării în volum, să fie serializate în reviste sau ziare, fiecare episod terminându-se într-un punct culminant care să determine cititorii să cumpere și ediția următoare. Practica aceasta a început odată cu publicarea romanelor lui Charles Dickens. Războiul lumilor a fost inițial serializat în Pearson's Magazine în 1897. Wells a fost plătit cu 200₤, iar Pearsons i-a cerut să-i dezvăluie sfârșitul piesei înainte de a se angaja s-o publice.
Volumul complet a fost publicat de William Heinemann în 1898 și se tipărește încă și în ziua de azi.
În 1897, în Statele Unite a apărut o serializare neautorizată a romanului care preceda ediția britanică. În 1898, Boston Post a publicat o versiune pirat care vorbea despre aterizarea marțienilor în Noua Anglie, ceea ce a stârnit proteste din partea lui Wells.

## Primirea
Războiul lumilor a avut parte de o primire foarte bună din partea cititorilor și a criticilor. Au existat și câteva critici referitoare la natura brutală a evenimentelor din narațiune.

## Legături cu literatura care tratează invaziile
Între 1871 și 1914 au fost publicate peste 60 de opere de ficțiune pentru adulți care descriau invadarea Marii Britanii. Punctul de pornire l-a constituit The Battle of Dorking (1871), scrisă de ofițerul George Tomkyns Chesney. Cartea prezintă un atac surpriză al germanilor, care acostează pe coasta sudică a Angliei, profitând de faptul că Marina Regală Britanică este angajată în patrulări coloniale și în oprirea unei insurecții irlandeze. Armata germană înfrânge rapid miliția engleză și pornește în marș spre Londra. Povestea a fost publicată în numărul din mai 1871 al revistei Blackwood's Magazine și a cunoscut un asemenea succes încât a fost retipărită după o lună ca pamflet care s-a vândut în 80.000 de exemplare.
Apariția acestui gen literar, care poate fi văzut ca o propagandă contemporană, a reflectat sentimentul crescând de anxietate și nesiguranță datorat tensiunilor dintre puterile imperiale europene, care avea ulterior să degenereze în Primul Război Mondial. Pe măsura trecerii timpului, naționalitatea invadatorilor a început să varieze în funcție de ceea ce era considerat a fi cel mai mare pericol la acea dată. În anii '70, germanii erau invadatorii obișnuiți. Către sfârșitul secolului al nouăsprezecelea, o perioadă de tensiuni în relațiile anglo-franceze în care Franța a semnat un tratat cu Rusia, amenințarea uzuală a devenit Franța.
Există o serie de asemănări între intriga cărții lui Wells și cea din The Battle of Dorking. În ambele cărți, un dușman fără scrupule atacă devastator, pe neașteptate, armata britanică fiind incapabilă să-i oprească înaintarea, ceea ce duce la distrugerea ținutuirlor din sudul Angliei. Cu toate acestea, prin introducerea unui adversar extraterestru, Războiul lumilor transcende fascinația tipică a literaturii invazioniste care cuprindea politica europeană, abilitatea tehnologiei militare contemporane de a face față forțelor armate ale altei națiuni și disputele internaționale.
Deși mare parte din literatura invazionistă s-a dovedit mai puțin sofisticată și vizionară ca romanului lui Wells, ea s-a dovedit folositoare pentru succesul editorial al piesei, atrăgând cititori obișnuiți cu astfel de povești. De asemenea, s-a dovedit a fi o bază importantă pentru ideile lui Wells, ținând cont că el nu a participat și nu a luptat în vreun război.

## Predicțiile științifice și acuratețea lor

### Marte

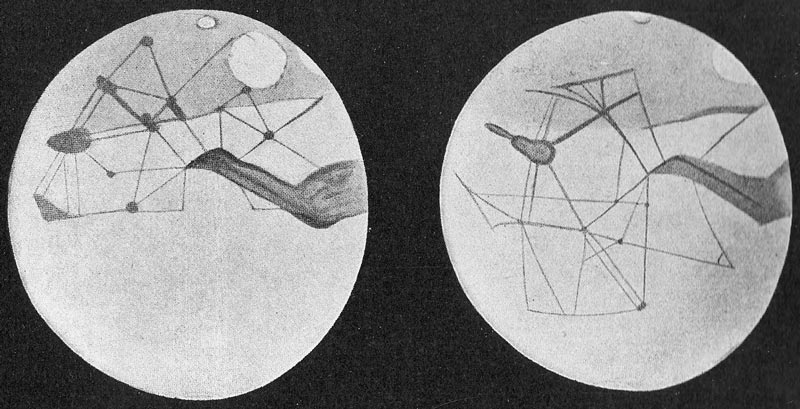
Canalele marțiene descrise de Percival Lowell.

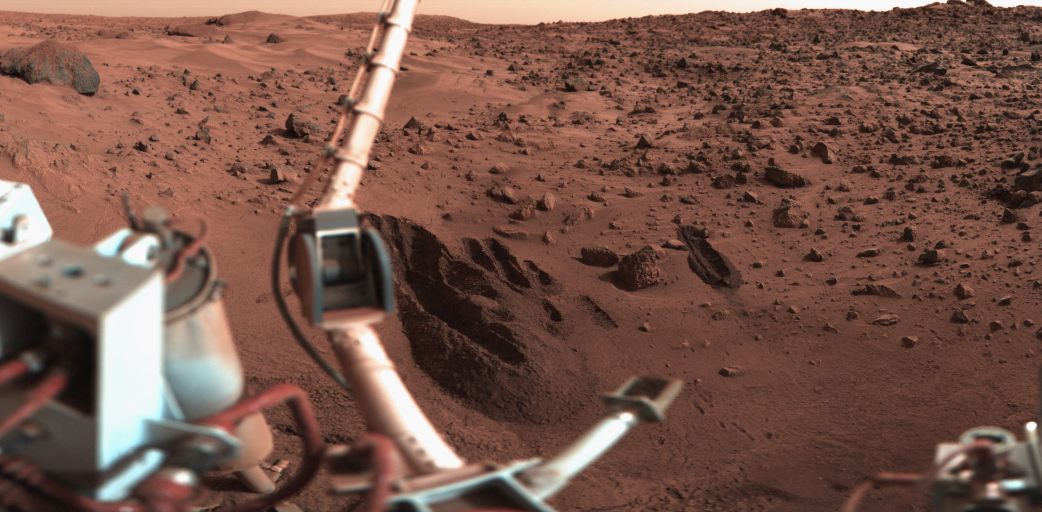
Suprafața aridă, lipsită de viață a planetei Marte, așa cum a fost văzută de sonda spațială Viking.

Multe dintre romanele scrise în jurul anului 1900 care prezentau de pe alte planete reliefau ideile științifice ale vremii, printre care se numără ipoteza nebulară a lui Pierre-Simon Laplace, teria selecției naturale a lui Charles Darwin și teoria spectroscopiei enunțată de Gustav Kirchhoff. Aceste teorii vorbesc despre posibilitatea ca alte planete să fie similare ca și compoziție și condiții din punct de vedere al dezvoltării speciilor, ceea ce ar implica evoluția vieții într-o anumită perioadă geologică propice din viața planetei.
La data la care Wells a scris Războiul lumilor, Marte fusese deja observat prin telescop timp de trei secole. Galileo, în 1610, a observat fazele planetei, iar în 1666 Giovanni Cassini a identificat calotele glaciare polare. În 1878, astronomul italian Giovanni Schiaparelli a observat caracteristicile geologice pe care le-a denumit canali (termenul italian pentru conducte de origine naturală sau artificială). Termenul a fost tradus eronat în engleză și, de acolo, în alte limbi, ca însemnând „canale”, care, semnificând cursuri de apă artificiale, au alimentat credința că pe planetă există viață inteligentă. În ultimii ani s-a sugerat că aceste canale erau rezultatul bolii care îl făcea pe Schiaparelli să-și observe propria structură oculară, pe care a asemuit-o unor canale. Teoria lui Schiaparelli l-a influențat ulterior pe astronomul american Percival Lowell.
În 1895, Lowell a publicat cartea Mars în care specula pe marginea peisajului arid, muribund, care îi forțase pe locuitori să construiască o serie de canale cu lungimi de mii de mile pentru a aduce apă de la calotele polare în vederea irigării pământului arabil rămas. Pe această idee s-au bazat majoritatea ideile științifice legate de condițiile planatei roșii la care a avut acces Wells. Ulterior, observațiile făcute cu instrumente mai performante au demonstrat că ipoteza canalelor pline cu apă era eronată, lucru confirmat și de misiunile sondelor spațiale sovietice și americane, care au descoperit o lume fără viață, prea rece pentru ca apa să existe în stare lichidă.

### Călătoria spațială
Marțienii călătoresc spre Pământ în cilindri, aparent lansați de un imens tun spațial amplasat pe suprafața planetei Marte. În secolul al nouăsprezecelea, aceasta era reprezentarea obișnuită a călătoriei spațiale, fiind folosită și de Jules Verne în De la Pământ la Lună. Cunoștințele științifice moderne dovedesc că această idee este impracticabilă, deoarece ar fi dificil de controlat precis traiectoria tunului, iar forța exploziei necesare propulsării cilindrului de pe suprafața marțiană pe Pământ i-ar ucide pe ocupanții acestuia.

### Războiul total

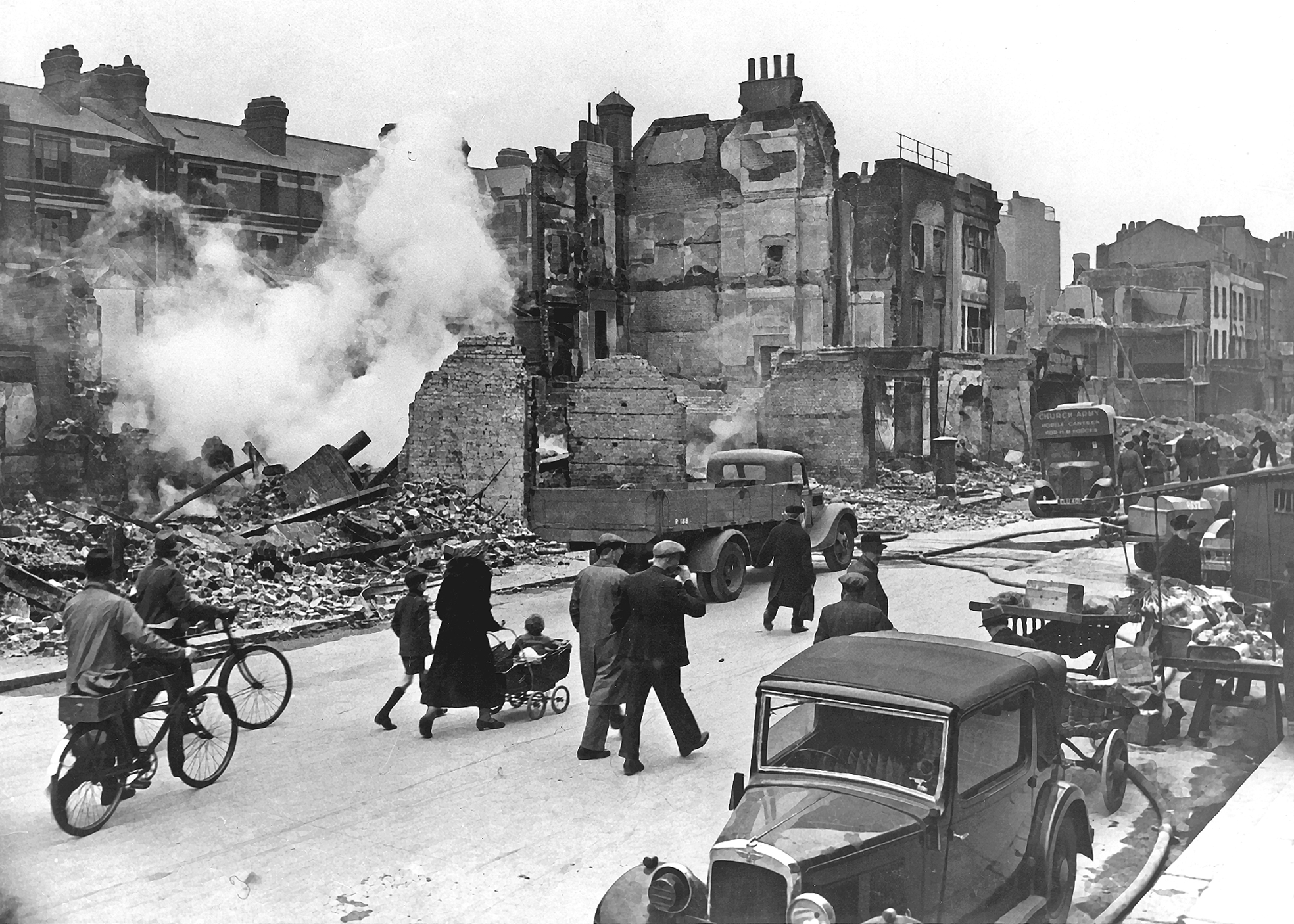
Londra în timpul 'Blitzkrieg'-ului din Al Doilea Război Mondial.

Invazia marțiană are loc cu un total dezinteres față de viața umană; atacurile asupra oamenilor și a mediului lor sunt conduse cu ajutorul razei laser, a gazelor otrăvitoare, a fumului negru și a ierbii roșii. Aceste arme duc la distrugerea aproape completă a capitalei Imperiului britanic și a ținuturilor înconjurătoare, implicând și distrugerea strategică a infrastructurii formate din depozite de armament, căi ferate și linii de telegraf. Intenția pare a fi de a cauza distrugeri maxime, terorizând și lăsând oamenii fără voința de a rezista. Aceste tactici au devenit uzuale în secolul al XX-lea, în special după dezvoltarea în anii '30 a armelor mobile și a tehnologiei capabile de a da 'lovituri chirurgicale' în punctele cheie militare și civile.
Viziunea lui Wells cu privire la un război care duce la distrugerea totală fără a ține cont de limitele morale nu a fost luată în serios de cititori la data publicării Războiului lumilor, fiind privită ca una dintre numeroasele ficțiuni care propuneau ideea. Wells avea să dezvolte ulterior aceste idei în romane mai realiste cum ar fi Când se va trezi Cel-care-doarme (1899), The War in the Air (1908) și Lumea eliberată (1914). Acest gen de 'război total' nu a devenit pe deplin realitate decât în Al Doilea Război Mondial, în care populații întregi au fost terorizate și evacuate, iar orașele au fost anihilate.
Așa cum nota Howard Black: „(...) În detalii concrete, mașinile de luptă marțiene descrise de Wells nu au nimic în comun cu tancurile sau cu bombardierele - dar tactica și strategia pe care le folosesc amintesc de Blitzkriegul dezvoltat de armata germană decenii mai târziu. Descrierea avansării inexorabile a marțienilor, cu viteza fulgerului, spre Londra; armata britanică incapabilă să opună o rezistență efectivă; guvernul vritanic dezintegrându-se și evacuând capitala; masa de refugiați terorizați umplând străzile - toate vor deveni realitate în Franța în 1940.(...) În mod ironic, această predicție din 1898 s-a apropiat mai mult de luptele terestre din Al Doilea Război Mondial decât avea să o facă Wells mai târziu, în 1934, cu "The Shape of Things to Come".

### Armele și armurile
Arma chimică descrisă de Wells – fumul negru folosit de mașinile de luptă marțiene pentru uciderea în masă a oamenilor - a devenit ulterior realitate în timpul Primul Război Mondial, odată cu folosirea iperitei. Raza folosită de marțieni pentru a anihila tehnologia militară a secolului al XIX-lea și pentru a cauza distrugeri în masă este o precursoare a conceptului armelor cu laser, binecunoscut în ziua de azi. Comparația între laser și raza marțienilor a fost făcută în a doua jumătate a anilor '50, când încă se lucra la laser. Frecvența la care operau razele marțienilor nu este precizată, deoarece la acea dată ele erau pure fantezii, tehnologia și cunoștințele științifice necesare producerii laserului nefiind nici măcar imaginată la acea dată. Prototipul armelor laser mobile a fost dezvoltat între timp, făcându-se cercetări și teste legate de posibila sa folosire viitoare ca armă în spațiu.
Teoreticienii militari ai perioadei, inclusiv cei din armata navală regală dinaintea Primului Război Mondial, speculaseră pe marginea construirii unei „mașini de luptă” de uscat, similară celor navale. Wells a explorat ulterior ideea în povestirea "The Land Ironclads". Există o serie de abstracțiuni SF în descrierea pe care Wells o face tehnologiei marțiene; el insistă asupra lipsei roților și a folosirii contracțiilor unor discuri metalice de-a lungul unei axe pentru a produce mișcarea, similar modului în care o fac mușchii. Polimerii electroactivi la care se lucrează acum pentru a fi folosiți la senzori și în robotică prezintă similarități cu descrierile lui Wells.

### Ecologia

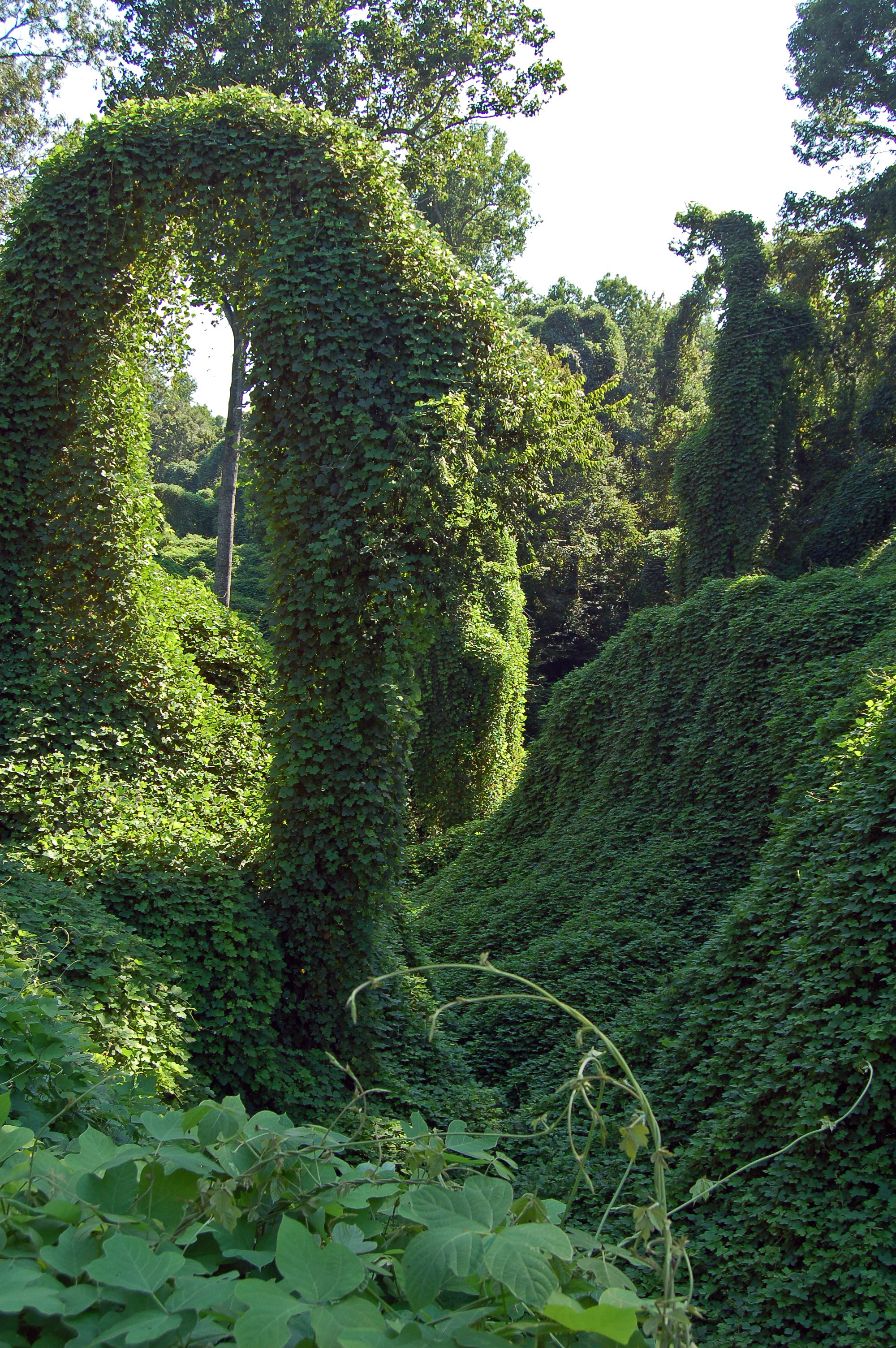
Kudzu, o specie introdusă în Statele Unite, este dificil de controlat.

Wells ridică problema amenințării ecologice, reprezentată aici de un organism extraterestru cu creștere rapidă, iarba roșie, care se răspândește pe teritoriul Angliei, care are paralele în timpurile moderne. Introducerea în Australia a unor specii non-native cum ar fi iepurii sau cactușii opuntia a avut un efect devastator. Un alt exemplu este cel al răspândirii plantei Kudzu în Statele Unite. În Irlanda și Marea Britanie, planta Fallopia japonica, introdusă în secolul al XIX-lea, a devenit o specie invazivă. Diferența față de roman o constituie faptul că aceste plante nu au fost introduse cu intenția de a produce daune.

## Interpretări

### Selecția naturală
H.G. Wells a fost studentul lui Thomas Henry Huxley, un susținător al teoriei selecției naturale. În roman, conflictul dintre omenire și marțieni este prezentat ca însemnând supraviețuirea celui mai puternic: marțienii, a căror perioadă de evoluție reușită pe bătrâna planetă Marte este mai lungă, au ajuns la un nivel superior de inteligență, fiind capabili să creeze arme mai avansate ca ale oamenilor de pe mai tânăra planetă Pământ, care nu au avut încă posibilitatea să-și dezvolte suficient inteligența încât să construiască arme similare.

### Evoluția omenirii
Romanul sugerează și un viitor potențial pentru evoluția omenirii și un posibil avertisment legat de supraevaluarea inteligenței în fața altor calități umane. Naratorul descrie marțienii ca prezentând un creier supradezvoltat, ceea ce i-a adus la stadiul de a avea o inteligență crescută într-un corp greoi și cu o capacitate emoțională scăzută pe care Wells o atribuie funcționării corpului. Naratorul face referire la un text publicat în anul 1893 care sugerează că evoluția creierului uman ar putea-o eclipsa pe cea a creierului, iar organe ca stomacul, nasul, dinții și părul s-ar putea atrofia, lăsând oamenii la stadiul de mașini gânditoare care necesită dispozitive mecanice pentru a interacționa cu mediul înconjurător. Se poate ca textul la care se face referire să fie unul scris chiar de Wells, "The Man of the Year Million", publicat în Pall Mall Gazette pe 6 noiembrie 1893, și care sugerează idei similare.

### Colonialismul și imperialismul

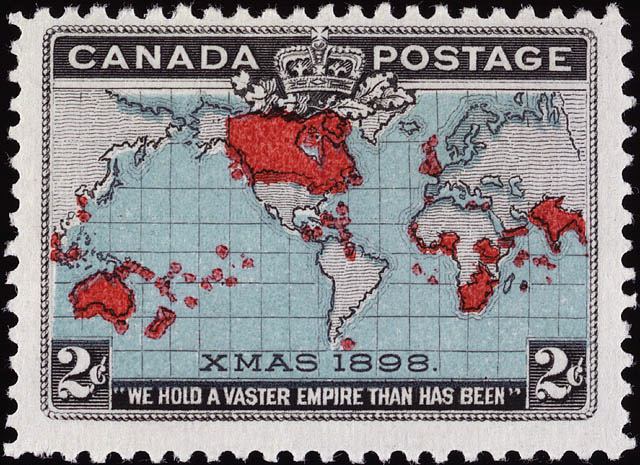
Timbru care prezintă Imperiul britanic la data publicării Războiului lumilor. Egiptul era și el, de facto, sub conducere britanică.

La data publicării romanului, Imperiul britanic se afla în cea mai agresivă fază a expansiunii sale, cucerind și colonizând zeci de teritorii din Africa, Australia, America de Nord și de Sud, Orientul Mijlociu, Asia de sud și sud-est, precum și insule din oceanele Atlantic și Pacific. A fost unul dintre numeroasele imperii europene a căror competiție în cucerirea altor națiuni a dus în cele din urmă la Primul Război Mondial.
Deși literatura invazionistă prezentase deja ideea cuceririi inimii Imperiului britanic de către forțe străine, daor în Războiul lumilor publicul cititor a întâlnit un adversar cu o superioritate incontestabilă față de ei și de imperiu. Un element de bază al succesului Imperiului britanic l-a constituit tehnologia sa sofisticată; marțienii, care încercau să pună bazele unui imperiu pe Pământ, erau superiori adversarilor britanici din punct de vedere tehnologic.. Scriind Războiul lumilor, Wells a răsturnat poziția încrezătoare a cititorului în Imperiul britanic, punând o putere imperială în postura de a fi victima agresiunii imperialiste și, astfel, determinând cititorul să reflecteze asupra naturii imperialismului însuși.
Wells a sugerat această idee într-un pasaj al romanului:
„Așa că - pentru a nu-i judeca prea aspru [pe marțieni] - e nevoie să ne amintim câte fărădelegi a înfăptuit specia umană, atât în rândul animalelor, nimicind de exemplu bizonul și pasărea Dodo, cât și asupra propriilor rase, considerate inferioare. Întru totul ființe omenești, tasmanienii au fost rași de pe fața pământului în numai cincizeci de ani, datorită războiului de exterminare purtat de emigranții europeni. Suntem noi oare apostolii milei, de ne tot văicărim că marțienii au dus războiul împotriva noastră mânați de același spirit?”—Capitolul I, "Înainte de război"
Aceste idei au ridicat semne de întrebare inclusiv asupra noțiunii victoriene că ordinea naturală este cea în care Imperiul britanic are dreptul de a conduce datorită superiorității sale asupra altor rase.

### Darwinismul social
Romanul dramatizează și ideea raselor prezentată în darwinsimul social, o ideologie destul de în vogă la acea vreme. Marțienii își exercită asupra oamenilor 'dreptul' lor de rasă superioară, mai avansată pe scara evoluției.
Darwinismul social a fost o teorie pornită de la selecția naturală prezentată de Darwin și aplicată grupurilor etnice și claselor sociale. Se sugera că succesul acestor grupuri etnice diferite în problemele mondiale, precum și clasele sociale din cadrul unei societăți se datorau forțelor evoluției, o luptă în care grupurile sau clasele mai potrivite să aibă succes reușeau acest lucru; cu alte cuvinte, era vorba despre abilitatea unui grup etnic de a domina alte grupuri etnice, șansa de a reuși și de a ajunge în vârful societății fiind determinată de biologie, nu de efortul indivizilor, progeniturile grupurilor dominante fiind destinate să învingă deoarece erau mai evoluate. În zilele noastre, această teorie este considerată dubioasă și neștiințifică, considerându-se că folosește ideile lui Darwin pentru a justifica poziția celor bogați și puternici, sau a grupurilor etnice dominante. Teoria a fost exploatată de naziști pentru a-și justifica acțiunile, la fel cum a fost utilizată cu alte ocazii pentru reprimarea femeilor sau pentru sterilizarea celor considerați că aparțin unei tipologii inferioare.
Wells s-a născut într-o familie care, deși aparținea clasei de mijloc, nu o ducea prea bine într-o societate în care meritele individuale nu erau considerate la fel de importante ca clasa socială de origine. Tatăl lui era sportiv profesionist, ceea ce era considerată o meserie inferioară, deoarece 'gentlemenii' agreau acest gen de activitate doar ca hobby în timpul liber. Mama sa fusese la un moment dat menajeră, iar Wells însuși, înaintea carierei scriitoricești, fusese ucenic la un negustor de postavuri. Succesele sale au fost obținute cu multă trudă. Având pregătire științifică, bun cunoscător al teoriei evoluționiste, el a reușit să facă o paralelă între experiențele sale de luptă cotidiană și ideile darwiniste de luptei pentru supraviețuire, dar a privit știința ca pe un sistem rațional care transcende noțiunile de rasă, clasă sau religie, conferind ficțiunii sale un unghi critic care se folosește de știință pentru a explica normele politice și sociale ale perioadei.

### Religia și știința
Binele și răul sunt relative în Războiul lumilor, iar înfrângerea marțienilor nu implică niciun fel de acțiune divină. Cauza este în întregime materială: acțiunea unei bacterii microscopice. Personajul cheie al romanului îl reprezintă un cleric nebun, dar încercarea sa de a lega invazia de o izbucnire a Armaghedonului biblic pare să servească doar deranjului său mental. Moartea sa, provocată de faptul că zelul său evanghelizator este atât de zgomotos încât atrage atenția marțienilor, pare să indice că atitudinea sa religioasă este una depășită, făcându-l un candidat perfect pentru selecția naturală aplicată în acest caz cu ajutorul marțienilor superior evoluați. Totuși, naratorul este prezentat de două ori ca rugându-se divinității: prima dată când reușește să stea într-un pat după multe zile, iar a doua oară când descoperă înfrângerea marțienilor.

## Influențe

Coperta ediției românești a romanului Prințesa marțiană.

### Marte și marțieni
Romanul a dat naștere câtorva tendințe de portretizare a planetei Marte în scrierile SF. Printre acestea se numără prezentarea planetei Marte ca o lume străveche, aflată aproape de propriul sfârșit, casă a unei civilizații superioare, capabilă de realizări științifice și inginerești deosebite, precum și sursă a unei forțe invazioniste dornică să cucerească Pământul. Primele două tendințe sunt prezente în seria Barsoom a lui Edgar Rice Burroughs care a început în 1912 cu Prințesa marțiană.
Influentul savant Freeman Dyson, o figură importantă în ceea ce privește căutarea vieții extraterestre, și-a exprimat recunoștința față de ficțiunea lui H. G. Wells pe care a citit-o în copilărie.
Publicarea și primirea făcută romanului Războiul lumilor a încetățenit termenul 'marțian' cu privire la ceva necunocut sau neobișnuit.

### Extratereștri și invazii extraterestre
Tema invaziei extraterestre a devenit ulterior una dintre temele comune în povestirile și filmele științifico-fantastice. Modalitățile de realizare a acestei invazii s-au diversificat, pornind de la ocupația agresivă prezentată în Războiul lumilor sau cea realizată pe ascuns (cum este cea din romanul Mânuitorii de zombi a lui Heinlein), infiltrarea (povestirea "Cine-i acolo ?" de John W. Campbell, Jr.), incursiunile (filmul Semne), invazia benefică (filmul Ziua în care Pământul s-a oprit sau romanele lui David Brin a căror acțiune se petrece în universul Elitelor), invazia demonică (jocul pe calculator Doom sau romanul lui Clarke Sfârșitul copilăriei), sau invazia dintr-un univers paralel (universul Stargate).
Dacă în Războiul lumilor intenția invadatorilor pare a fi exterminarea rasei umane, în alte situații este vorba despre subjugarea omenirii în cadrul unui sistem colonial (serialul animat Invader Zim sau romanul lui Philip K. Dick Jucătorii de pe Titan), folosirea ei ca sursă de hrană (povestirea lui Damon Knight "Cum să-l servești pe om" sau filmul Semne), sau chiar distrugerea în întregime a Pământului (filmul de animație Titan A.E.).

#### Antecedente
Wells este creditat cu stabilirea câtorva teme extraterestre care au fost dezvoltate ulterior de scriitorii SF ai secolului al XX-lea, printre acestea numărându-se primul contact și războiul dintre planete și specii diferite. Totuși, mai existaseră povești despre extratereștri și invazii ale lor și înainte de publicarea Războiului lumilor.
În 1727, Jonathan Swift publicase Călătoriile lui Gulliver. Povestea prezenta o rasă care prezenta similitudini și era superioară omenirii, obsedată de matematică. Aceste ființe, populau o fortăreață de pe o insulă zburătoare numită Laputa, cu un diametru de patru mile și jumătate, care se folosea de umbra sa pentru a împiedica soarele și ploaia să ajungă la națiunile pe deasupra cărora trecea până când acestea plăteau un tribut. Micromégas (1752) a lui Voltaire cuprindea doi extratereștri, de pe Saturn și Sirius, care sunt uriași și vizitează Pământul din curiozitate. La început, ei socotesc planeta ca fiind nelocuită, din cauza diferenței de mărime dintre ei și pământeni. Când descoperă viziunile geocentrice ale filozofilor pământeni, ei se amuză de importanța pe care și-o acordă pământenii în raport cu ființe mult mai mari din univers, cum ar fi ei doi.
În 1892, clericul australian Robert Potter a publicat la Londra The Germ Growers. Textul descrie o invazie sub acoperire a extratereștrilor care iau aparența unor ființe umane și încearcă să declanșeze o boală virulentă care să-i ajute să cucerească planeta. Deoarece textul nu a cunoscut o largă răspândire, romanul de succes al lui Wells este considerat în general a sta la baza poveștilor despre invazii extraterestre.
Primul SF a cărui acțiune se petrece pe Marte pare a fi Across the Zodiac: The Story of a Wrecked Record (1880) de Percy Greg, o carte care tratează problema unui război civil marțian. Alt roman marțian, de data aceasta despre marțieni binevoitori care vin pe Pământ pentru a oferi omenirii beneficiile cunoașterii lor avansate, a fost publicat în 1897 de Kurd Lasswitz și se intitulează Auf Zwei Planeten. Cartea nu a fost tradusă până în 1971, astfel încât nu poate să-l fi influențat pe Wells, deși descrie un Marte influențat de ideile lui Percival Lowell. Printre alte exemple se numără Mr. Stranger's Sealed Packet (1889) a cărui acțiune se petrece pe Marte, Journey to Mars (1894) de Gustavus W. Popes și Pharaoh's Broker de Ellsworth Douglas, în acesta din urmă protagonistul întâlnind o civilizație egipteană pe Marte care, deși a evoluat în paralel cu cea pământeană, a făcut-o într-un mod oarecum independent.

#### Exemple ale primelor influențe asupra SF-ului
Wells propusese deja un alt rezultat al invaziei extraterestre din Războiul lumilor. Când naratorul îl întâlnește pe artilerist a doua oară, acesta din urmă imaginează un viitor în care omenirea se ascunde în canale și tuneluri subterane de unde conduce un război de gherilă împotriva marțienilor, ajungând după câteva generații să copieze tehnologia armelor marțiene, să-i distrugă pe invadatori și să recapete controlul asupra Pământului.

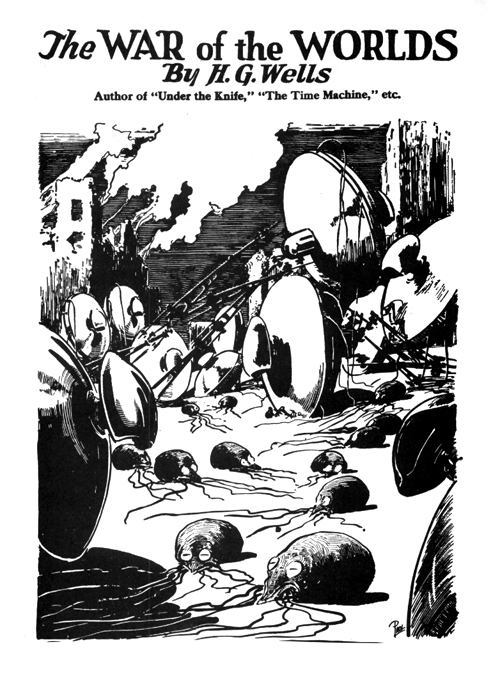
Războiul lumilor reeditat în 1927 în Amazing Stories.

La șase săptămâni după publicarea romanului, ziarul Boston Post publica o altă poveste despre invazia extraterestră, o continuare neautorizată a Războiului lumilor, în care taberele erau schimbate. Edison's Conquest of Mars a fost scrisă de Garrett P. Serviss, acum un scriitor relativ necunoscut, care l-a pus pe faimosul inventator Thomas Edison în fruntea unui contraatac împotriva invadatorilor, pe teritoriul acestora. Deși aceasta este, de fapt, o continuare a cărții Fighters from Mars, o reeditare revizuită și neautorizată a Războiului lumilor, ambele au apărut inițial în Boston Post în 1898. Lazar Lagin a publicat "Major Well Andyou" în URSS în 1962, o viziune alternativă a evenimentelor din Războiul lumilor, din punctul de vedere al unui trădător. Frații Strugațki au publicat, în 1967, povestirea "A doua invazie a marțienilor", care, deși nu este o continuare a Războiului lumilor, trimite prin titlu și prin acțiune la ideea expusă în romanul lui Wells.
Războiul lumilor a fost reeditat în Statele Unite în 1927, înaintea Epocii de Aur a SF-ului, de către Hugo Gernsback în Amazing Stories. John W. Campbell, alt editor marcant al perioadei și, pentru scurtă vreme, scriitor, a publicat în anii '30 câteva povestiri despre invazii extraterestre. Pe această cale au pășit ulterior mulți scriitori SF renumiți, printre care Isaac Asimov, Arthur C. Clarke, Clifford D. Simak și, în 1953, Robert A. Heinlein cu Mânuitorii de zombi sau John Wyndham cu The Kraken Wakes.

#### Exemple ulterioare
Tema invaziei extraterestre a rămas populară până în ziua de azi, unele dintre cele mai recente exemple din literatura SF fiind Footfall de Larry Niven și Jerry Pournelle, seria "Worldwar" a lui Harry Turtledove și Jocul lui Ender de Orson Scott Card. Printre exemplele care țin de film și televiziune se numără franciza SF din anii '80 V, filmele din anii '90 Ziua independenței și Atacul marțienilor! a lui Tim Burton, precum și serialul de televiziune Dosarele X, sau seria de jocuri video Halo.
De asemenea, romanul grafic al lui Alan Moore The League of Extraordinary Gentlemen, Volume II repovestește evenimentele din Războiul lumilor. La sfârșitul primului număr din Marvel Zombies 5 se precizează că personajul principal va vizita o lume numită "Martian Protrcorate", pe care se petrec evenimentele din Războiul lumilor.

### Tripozi
În afara folosirii forțelor de invazie extraterestră, o altă idee preluată de la Wells a fost aceea a mașinilor de luptă extraterestre cu trei picioare. Jocul pe calculator Half-Life 2 reprezintă unul dintre cele mai recente exemple, cu un aparent omagiu adus Războiului lumilor prin prezența unei mașini de luptă cu trei picioare folosită de invadatorii extratereștri. Un alt exemplu este jocul video Unreal Tournament III, vehiculul de luptă folosit de antagoniști (ființele reanimate și susținute artificial numite Necris) fiind un tripod gigantic care funcționează similar celui din Războiul lumilor. Modele similare apar și în Crysis sau în continuarea sa, Crysis 2, precum și în Mass Effect. În jocul StarCraft 2 a fost introdus un vehicul similar, dar cu patru picioare în loc de trei, creat de rasa avansata tehnologic Protoss. Acest vehicul prezintă similarități și cu armamentul folosit de mașinăriile marțienilor din romanul lui Wells.
Trilogia The Tripods, care cuprinde romanele The White Mountains, The City of Gold and Lead și Pool of Fire, precum și preludiul When the Tripods Came, are ca temă centrală invazia unor vehicule sub formă de tripod controlate de extratereștri.

## Adaptări
Războiul lumilor a fost adaptat într-o serie de filme, precum și piese radiofonice, benzi desenate, jocuri video și seriale de televiziune. De asemenea, a cunoscut continuări și istorii paralele realizate de alți autori.
- Printre cele mai faimoase (sau infame) adaptări se numără emisiunea radiofonică din 1938, narată și regizată de Orson Welles. primele două treimi ale adaptării de 60 de minute au fost prezentate sub forma unor buletine de știri, provocând panică printre unii dintre ascultători, care au crezut că evenimentele descrise în cadrul programului sunt reale.[52]

- Prima ecranizare a avut loc în 1953, filmul fiind produs de George Pal și regizat de Byron Haskin, Gene Barry fiind ales în rolul principal.

- În 1978 a fost lansată cea mai bună adaptare muzicală a poveștii, produsă de Jeff Wayne și beneficiind de vocile lui Richard Burton și David Essex, printre alții.

- Steven Spielberg a regizat în 2005 o altă ecranizare, cu Tom Cruise în rolul principal, a cărei acțiune se petrece în Statele Unite contemporane. Ecranizarea s-a bucurat de o primire bună.[53][54]
- În 2019 postul de televiziune britanic BBC a lansat un serial bazat pe cartea lui H. G. Wells dar adaptat epocii Edwardiene.
- Tot în 2019 postul de televiziune FOX a lansat un serial care, asemenea filmului lui Spielberg, are acțiunea plasată în perioada contemporană, dar în Europa.

## Traduceri în limba română
- 1935 - Năvălitorii din stele, ed. Socec & Co., 224 pag.
- 1963 - Războiul lumilor, în Opere alese, volumul II: Războiul lumilor, ed. Tineretului, Colecția SF, traducere Mihu Dragomir și C. Vonghizas, 696 pag.
- 1994 - Războiul lumilor, ed. Larry Chart 2000, colecția "Albedo" nr. 1, traducere Mara Popa și Paul Lăcătuș, 208 pag., ISBN 973-96473-2-4
- 2005 - Războiul lumilor, ed. Leda, colecția "Galeria fantastică", traducere Mihu Dragomir, 264 pag., ISBN 973-7786-53-X
- 2010 - Omul invizibil. Războiul lumilor, ed. Adevărul, colecția "Biblioteca Adevărul" nr. 75, traducere Antoaneta Ralian, 416 pag., ISBN 978-606-5391-94-9